# هایدن (آریزونا)
هایدن (به انگلیسی: Hayden) شهری در شهرستان جیلا ایالت آریزونا است که در سرشماری سال ۲۰۱۰ میلادی، ۶۶۲ نفر جمعیت داشته است. هایدن، به‌طور رسمی در تاریخ ۱۹۵۶ میلادی به‌عنوان یک شهر شناخته شد.